# Ghorband (distrikt)
Ghorband (persiska: غوربند, även kallat Siyahgerd (سیاه‌گرد), är ett distrikt i Afghanistan. Det ligger i provinsen Parwan, i den nordöstra delen av landet, 60 kilometer nordväst om huvudstaden Kabul. Arean är 899 kvadratkilometer. Administrativ huvudort är Siyahgerd.
Distriktet beräknades år 2022 ha cirka 113 000 invånare.